# کوین فیلیپس
کوین فیلیپس (به انگلیسی: Kevin Phillips) زادهٔ ۲۵ ژوئیه ۱۹۷۳ بازیکن فوتبال اهل انگلستان است که سابقهٔ بازی در تیم ملی فوتبال انگلستان را در کارنامهٔ خود دارد. وی در تاریخ ۲۸ آوریل ۱۹۹۹ نخستین بازی ملی خود را در مقابل تیم ملی فوتبال مجارستان انجام داد و با حضور در ۸ بازی ملی، در تاریخ ۱۳ فوریه ۲۰۰۲ واپسین بازی ملی‌اش را در برابر تیم ملی فوتبال هلند برگزار کرد.